# Sia Čchang
Sia Čchang (čínsky pchin-jinem Xià Chǎng, znaky 夏昶, 1388–1470) byl čínský malíř, kaligraf a básník raného mingského období.

## Jména

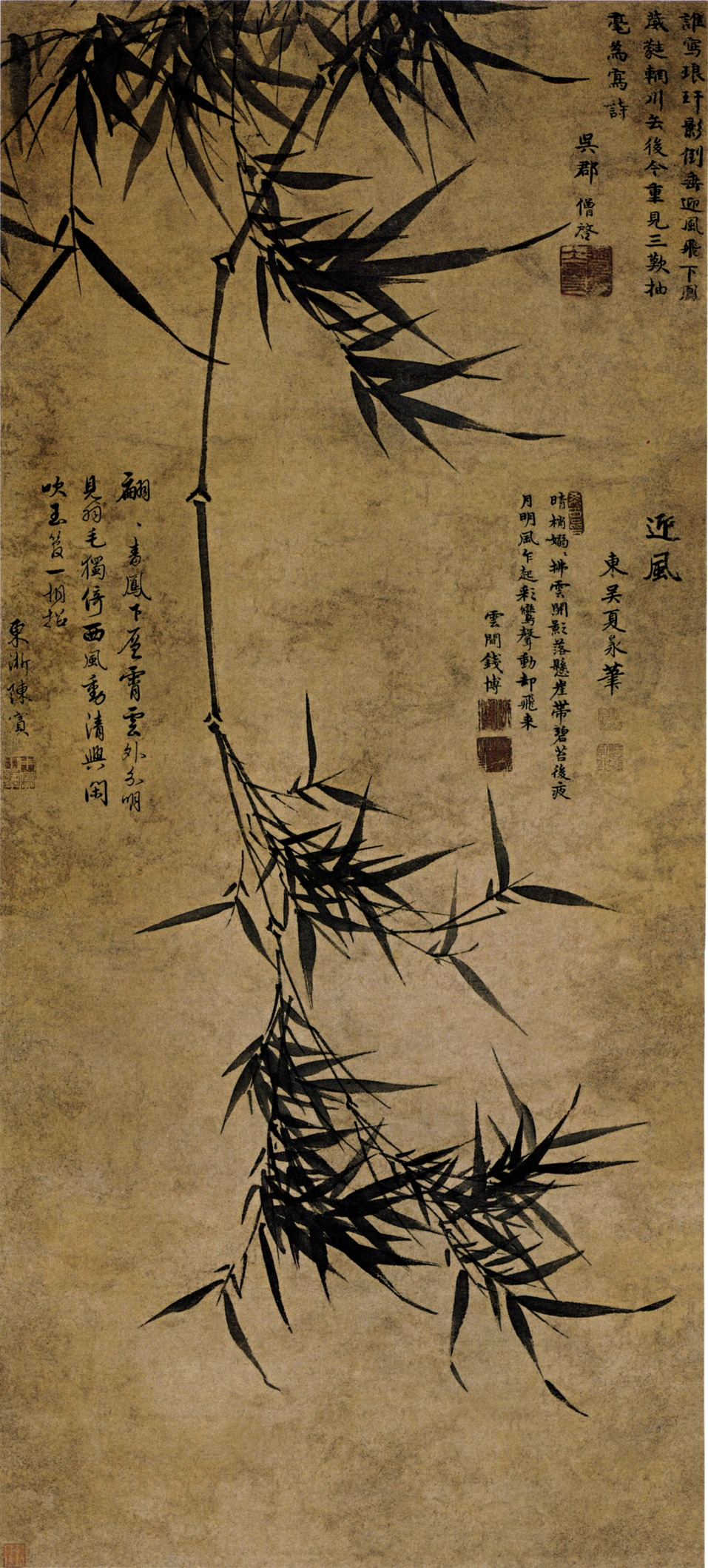
Sia Čchang, Bambus ve větru, Palácové muzeum, Peking

Sia Čchang používal zdvořilostní jméno Čung-čao (čínsky pchin-jinem Zhòngzhāo, znaky 仲昭) a pseudonymy Jü-feng (čínsky pchin-jinem Yùfēng, znaky 玉峰) a C’-caj ťü-š’ (čínsky pchin-jinem Zì zai jūshì, znaky 自在居士).

## Život a dílo
Sia Čchang pocházel z okresu Kchun-šan v Su-čou (v provincii Ťiang-su). Byl úspěšným malířem a kaligrafem. Působil na mingském císařském dvoře v Pekingu, jeho úřední kariéra vyvrcholila roku 1457 místem dvorského ceremoniáře. Byl žákem Wang Fua a stejně jako on se proslavil, i mimo Čínu, malbami bambusu charakteristickými kaligrafickými tahy. Jeho techniku a styl si za vzor vzal i císař Süan-te, sám dovedný malíř.